# لورنز پارک (نیویورک)
لورنز پارک (به انگلیسی: Lorenz Park) یک منطقهٔ مسکونی در ایالات متحده آمریکا است که در شهرستان کلمبیا، نیویورک واقع شده‌است. لورنز پارک ۵٫۰ کیلومتر مربع مساحت و ۲٬۰۵۳ نفر جمعیت دارد و ۵۵ متر بالاتر از سطح دریا واقع شده‌است.